# Линия 8 (Мадридский метрополитен)

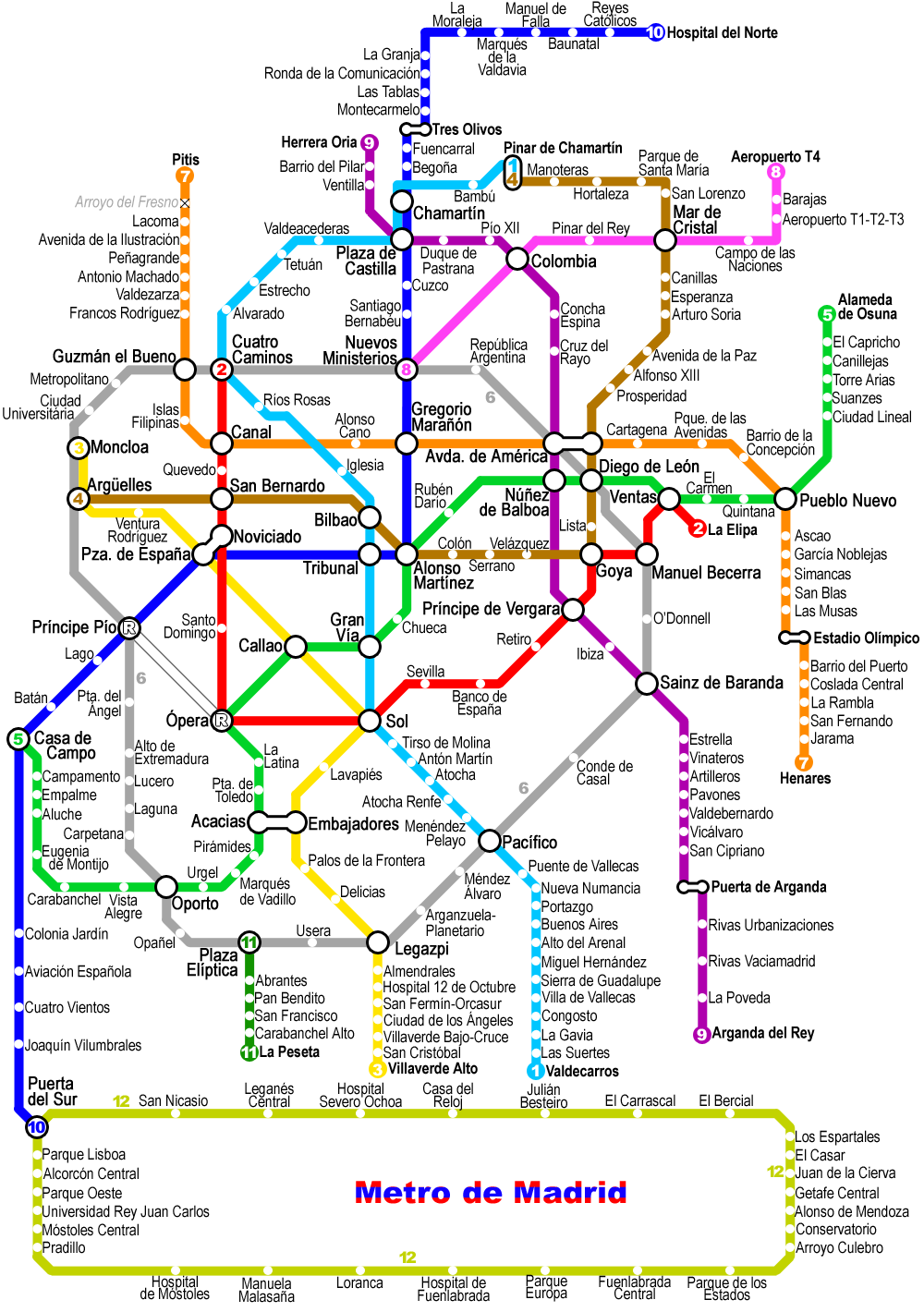
Карта метро. 8 линия на карте обозначена розовым цветом.

Линия 8 — одна из линий Мадридского метрополитена. Линия состоит из 8 станций. На картах обозначается розовым цветом.

## История
Линия открылась 24 июня 1998 в составе участка «Мар де Кристаль» — «Кампо де лас Насьонес». В 1999 году линия была продлена до Мадридского аэропорта. В 2002 году линия была продлена до станции «Нуэвос Министериос» и Коломбиа была открыта. Сначала линия была с маленьким подвижным составом, но в 2002 году линия стала с большим подвижным составом. Линия имеет 4 вагонные составы класса 8000. В 2007 году была открыта промежуточная станция «Пинар дель Рей» между станциями Коломбиа и «Мар де Кристаль».

## Пересадки
- На линию 4: на станции «Мар де Кристаль»
- На линию 6: на станции «Нуэвос Министериос»
- На линию 9: на станции Коломбиа
- На линию 10: на станции «Нуэвос Министериос»